# Lina Buffolente
Lina Buffolente est une autrice de bande dessinée italienne née le 27 octobre 1924 à Vicence, en Vénétie et morte le 6 mars 2007 à Milan. Elle a travaillé pour le marché français dans les années 1960 et 1970.